# Valdez Sporting Club
O Valdez Sporting Club foi um clube de futebol equatoriano sediado em Milagro, na província de Guaias.
Em sete anos de existência, foi vice-campeão do Campeonato Equatoriano em 1991 e alcançou as oitavas de final da Copa Libertadores da América de 1992. Foi dissolvido em 1997.

## História
O Valdez foi fundado em 21 de janeiro de 1991. No mesmo ano, disputou o Campeonato Equatoriano, assumindo a vaga do Club Deportivo de Filanbanco, terminando a competição na segunda posição. No ano seguinte, alcançou as oitavas de final da Copa Libertadores, sendo eliminado pelo San Lorenzo.
Apesar dos resultados positivos iniciais, o Valdez sofreu uma série de rebaixamentos, chegando a disputar a segunda divisão provincial. Foi dissolvido em 1997.